# Gruppo Abele
Il Gruppo Abele è un'Onlus fondata a Torino nel 1965 da don Luigi Ciotti. Si propone di saldare l'accoglienza con la politica e la cultura.
Il Gruppo si articola in circa 40 attività, fra le quali si trovano alcune comunità per problemi di tossicodipendenza, spazi di ascolto e orientamento, servizi a bassa soglia, progetti di aiuto alle vittime di tratta e ai migranti. Ci sono inoltre una casa editrice (Edizioni Gruppo Abele), un centro studi e ricerche, una biblioteca, un archivio, due riviste (Narcomafie e Animazione Sociale), percorsi educativi rivolti a giovani, operatori e famiglie.
Il Gruppo Abele anima anche progetti di cooperazione in Africa e un consorzio di cooperative sociali che dà lavoro a persone con storie difficili alle spalle.
L'impegno trasversale delle diverse realtà del Gruppo ha dato vita alla nascita di numerose associazioni e coordinamenti: nel 1982 ha accompagnato la fondazione del Cnca, Coordinamento nazionale Comunità di Accoglienza, mentre nel 1986 ha partecipato alla fondazione della Lila, Lega italiana lotta all'Aids. Sempre dal Gruppo è nata nel 1995 l'esperienza di Libera, un coordinamento formato da circa 1.500 associazioni in tutta Italia che collaborano nella lotta alle mafie e per la promozione di una cultura della legalità. Orizzonte di un impegno così complesso e sfaccettato è la volontà di costruire una società capace di promuovere, attraverso la corresponsabilità, la libertà e la dignità di ogni persona.

## Organizzazione e attività

### Accoglienza
Dall'inizio degli anni settanta il Gruppo incontra e accoglie le persone. Si tratta di donne e uomini con i bisogni più diversi, ma soprattutto legati a situazioni di tossicodipendenza, alcolismo, disagio mentale, povertà, AIDS; così come a fragilità connesse a storie di immigrazione, traffico di esseri umani, sfruttamento della prostituzione, discriminazioni legate all'omosessualità, riduzione in schiavitù.
Il Gruppo Abele in 45 anni ha aperto case alloggio e comunità, avviato progetti a sostegno di giovani e famiglie, predisposto realtà per aiutare le donne vittime di tratta e di violenza a ricostruirsi un'esistenza, allestito servizi di prevenzione, di informazione e cura.
L'Accoglienza del Gruppo Abele crede fortemente nel «lavoro di rete», processo che costruisce insieme alle persone accolte un progetto in grado di valorizzare le loro capacità. L'Accoglienza del Gruppo Abele comprende anche i servizi di prossimità, come il dormitorio, che rendono più semplice l'incontro con la fascia più estrema dell'esclusione sociale e offrono a chi vive in strada un punto di riferimento e un'occasione per provare a intraprendere un percorso d'inclusione.

### Cultura

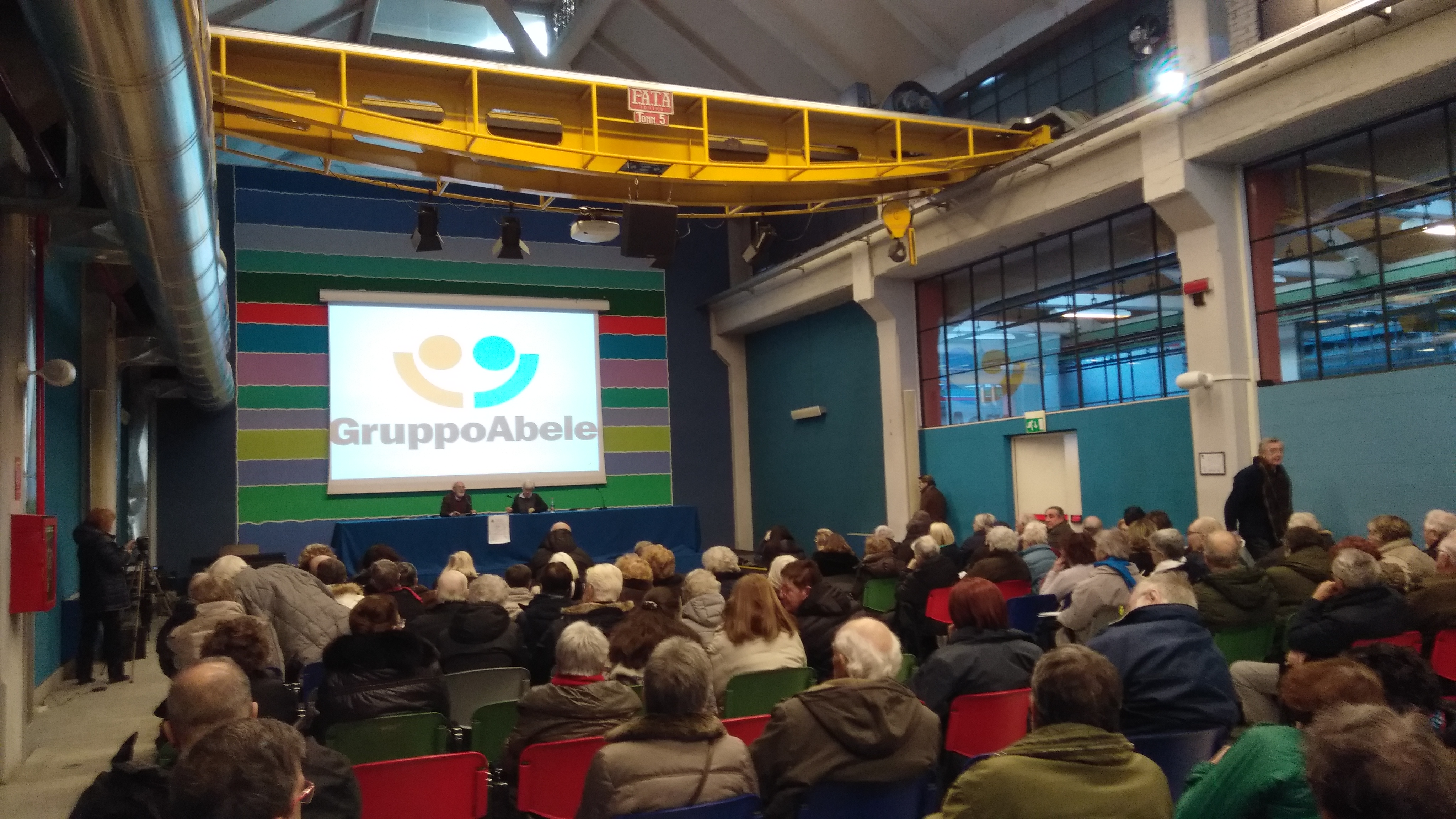
In incontro nella sede di Torino

Il Gruppo Abele affianca al servizio e all'accoglienza progetti culturali. Nel 1978 è nata l'"Università della Strada", prima realtà in Italia ad occuparsi della formazione degli operatori sociali. Poi, negli anni, sono stati creati strumenti per promuovere la riflessione e l'attenzione sui temi sociali: il Centro studi, documentazione e ricerche, con l'Archivio Storico e la biblioteca specializzata sui temi del sociale, le Edizioni Gruppo Abele, le riviste Animazione Sociale e Narcomafie (ora sostituito da lavialibera), la libreria la "Torre di Abele", il portale on line *Associazione Gruppo Abele Onlus.

### Cooperazione internazionale

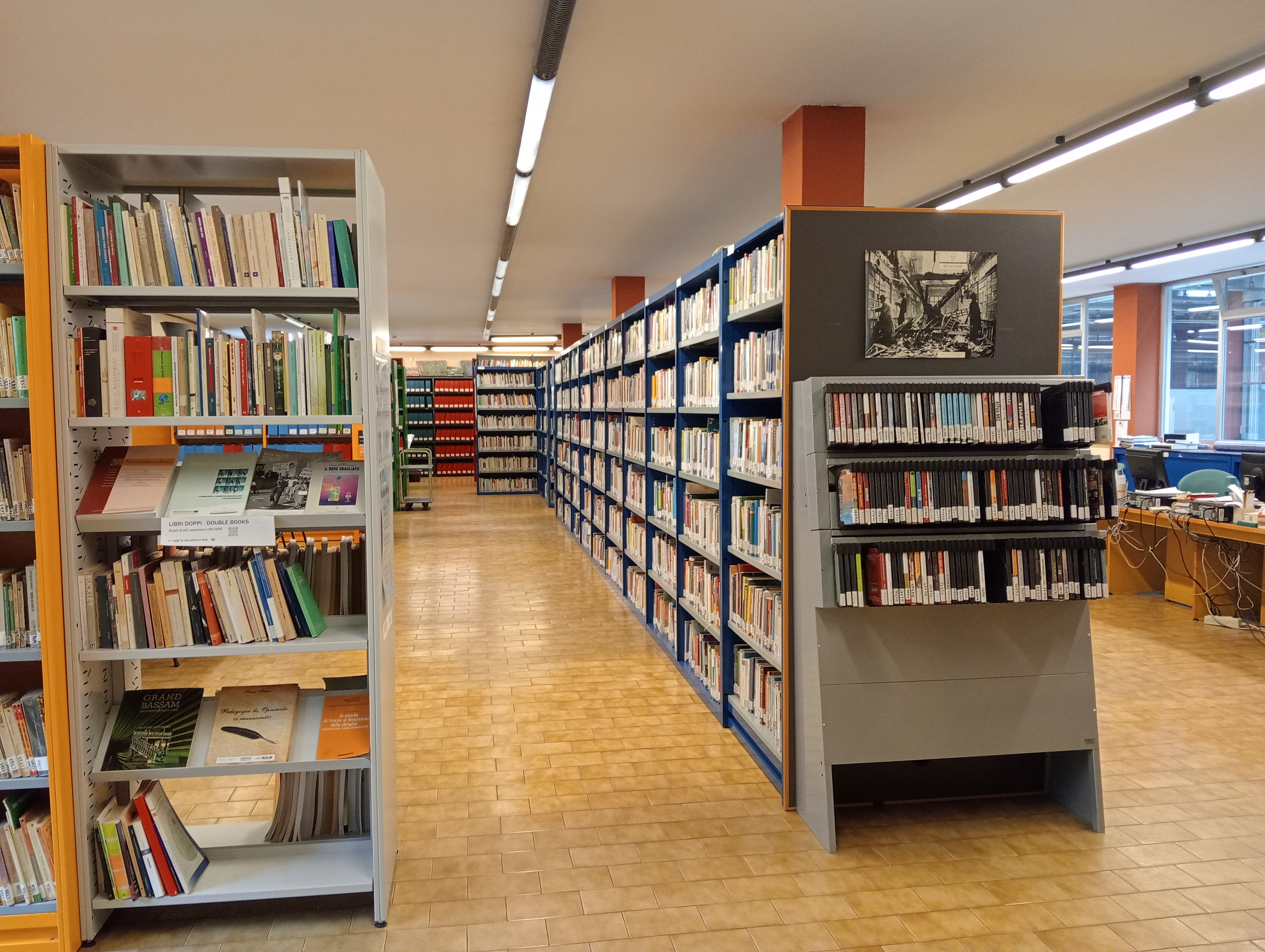
La biblioteca

La prima esperienza di cooperazione in Africa del Gruppo risale all'inizio degli anni ottanta, con un progetto rivolto a donne e minori a Grand Bassam, in Costa d'Avorio, un'attività che l'associazione porta avanti tuttora. In collaborazione con istituzioni e associazioni locali, in Costa d'Avorio l'associazione accoglie, come alternativa al carcere, minori che hanno problemi con la legge. A fronte di una situazione politica instabile, la presenza del Gruppo sul territorio ivoriano malgrado le difficoltà si sta intensificando, con l'obiettivo di attenuare il profondo disagio vissuto dalla popolazione, in particolare da minori e donne. Il coinvolgimento in percorsi di promozione dei diritti, così come l'affermazione della dignità della persona umana e del valore delle diverse culture è la filosofia che guida ogni attività.

### Lavoro
Le cooperative sociali riunite nel Consorzio Abele Lavoro (Csal) sono nate per offrire nuove opportunità e lavoro alle persone in difficoltà. Si tratta di uomini e donne che hanno vissuto difficoltà esistenziali importanti ma che attraverso il lavoro possono tornare a mettersi in gioco, trovare un'opportunità concreta di reinserimento e anche uno spazio educativo e formativo. Il Consorzio lavora anche per la salvaguardia dell'ambiente attraverso l'avvio al riciclo e la razionalizzazione dell'utilizzo della carta o la cura degli spazi verdi pubblici: con i suoi oltre 300 lavoratori, Arcobaleno è la cooperativa più grande e si occupa della raccolta differenziata di carta e cartone a Torino (progetto Cartesio) ed in alcuni comuni dell'area del Chivassese, del servizio rifiuti ingombranti e rifiuti elettronici.

## Collaborazioni con altre associazioni
Il Gruppo Abele collabora inoltre con numerose associazioni:
- Libera. Associazioni, nomi e numeri contro le mafie, un coordinamento formato da circa 1.200 associazioni in tutta Italia che collaborano nella lotta alle mafie e per la promozione di una cultura della legalità;
- Lega italiana per la lotta contro l'AIDS
- Cnca, Coordinamento nazionale Comunità di Accoglienza;
- Certosa 1515, cura il restauro della Certosa di San Francesco di Avigliana (TO), che diventerà un centro di accoglienza e di formazione;
- Oasi di Cavoretto, ospita seminari e convegni.

## Identità visiva

Logo in uso fino al 2010
Logo in uso dal 2010 al 2022
Logo in uso dal 2022